# Adiantum mochaenum
Adiantum mochaenum là một loài dương xỉ trong họ Pteridaceae. Loài này được G. Kunkel mô tả khoa học đầu tiên.